# Bhumibol-Talsperre
Die Bhumibol-Talsperre (Thai: เขื่อนภูมิพล, auch: Yan-hi-Staudamm, เขื่อนยันฮี ) im Landkreis (Amphoe) Sam Ngao der Provinz Tak in Nordthailand wurde von 1953 bis 1964 erbaut. Die Einweihung war im Mai 1964. 
Die 154 Meter hohe und 486 Meter lange Staumauer ist eine der größten in Südostasien. Die Talsperre ist nach König Bhumibol Adulyadej benannt und hieß vorher Yanhee-Talsperre. Eine Quelle gibt die Höhe der Staumauer über der Gründung sogar mit 245 Metern an. Das Absperrbauwerk, eine gekrümmte Gewichtsstaumauer, ist das zweithöchste in Thailand nach dem Königin-Sirikit-Staudamm.
Die Staumauer staut den Mae Nam Ping (Ping-Fluss), einen Zufluss des Mae Nam Chao Phraya (Chao-Phraya-Fluss), zu einem 12.200 Millionen Kubikmeter fassenden Stausee, dem Mae Ping Lake, auf. 
 
Der Stausee ist Teil des Mae-Ping-Nationalparks. Er ist – gemessen an der Fläche – der größte Stausee Thailands und der zweitgrößte nach dem Speicherinhalt.
Das Wasserkraftwerk an der Staumauer erzeugt elektrischen Strom mit einer Leistung von 535 MW vor allem für den Großraum Bangkok. Eine andere Quelle gibt 737,5 MW an. Außerdem dient die Talsperre der Wasserregulierung der Flüsse Mae Nam Ping und Mae Nam Chao Phraya und der Freizeiterholung. 
Von der Staumauer aus kann man mit einem Schiff 140 Kilometer stromaufwärts bis nach Chiang Mai fahren. 
Siehe auch:
- Liste der größten Talsperren der Erde
- Liste der größten Stauseen der Erde
- Liste der größten Wasserkraftwerke der Erde
- Liste von Talsperren der Welt